# Hongi

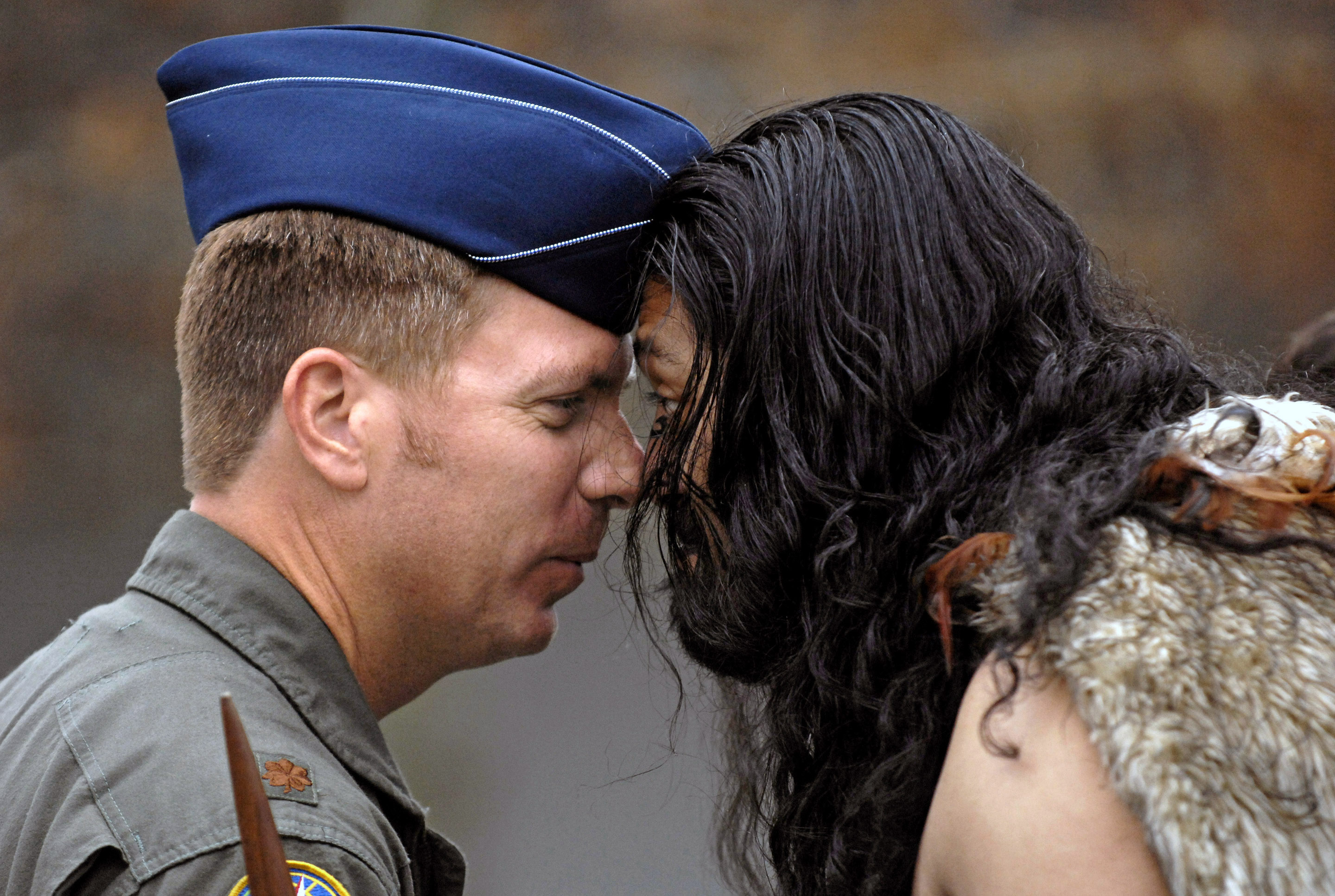
En amerikansk soldat inom flygvapnet och en maorikrigare utför en hongi under ceremonin pōwhiri

Hongi är den traditionella hälsningen inom maori-kulturen. Den går ut på att man trycker näsorna och pannorna mot varandra en eller två gånger. Hälsningen utövas även vid större ceremonier såsom pōwhiri och kan även innefatta en handskakning.
Inom hongi är ha (livets andetag) symboliskt för enighet. Genom denna hälsning sammankopplas manuhiri, besökare, med tangata whenua, landets folk.
Som en följd av coronavirusutbrottet 2020 beslutade några iwi (stammar) och rūnanga (stamråd) att tillfälligt förbjuda hälsningen.